# Grecìa Salentina
Grecìa Salentina (azaz „Salentói Görögország”) az Olaszország Puglia régiójában található grikó nyelvet (görög dialektus) beszélő települések szövetsége, melyet a hagyományok és a kulturális örökség megőrzésének céljából hoztak létre. 
A szövetséget alkotó települések közigazgatásilag Lecce megyéhez tartoznak:
- Calimera, a szövetség székhelye
- Carpignano Salentino
- Castrignano de’ Greci
- Corigliano d’Otranto
- Cutrofiano
- Martano
- Martignano
- Melpignano
- Soleto
- Sternatia
- Zollino